# Yazdgard II
Yazdgard ou Yazdegerd II (Izdegerdes, « fait par Dieu ») est un roi sassanide de Perse ayant régné de 438 à 457.

## Biographie

### Étymologie
Le nom de Yazdgard est une combinaison de l'iranien ancien yazad / yazata- (« être divin ») et -karta (« fait »), signifiant ainsi « fait par Dieu », comparable aux formes iranienne Bagkart et grecque Theoktistos. Le nom de Yazdgard est attesté dans d’autres langues sous les formes suivantes : en pehlevi Yazdekert ; en persan moderne Yazd(e)gerd ; en syriaque Yazdegerd, Izdegerd et Yazdeger ; en arménien Yazkert ; dans le Talmud Izdeger et Azger ; en arabe Yazdeijerd ; et en grec Isdigerdes.

### Guerre avec les Romains
En 438, le shah Bahram V (r. 420–438) mourut et fut remplacé par Yazdgard II. Depuis leur traité de paix conclu en 387, ses voisins occidentaux, les Romains, s’étaient engagés avec l’Iran à coopérer à la défense du Caucase contre les incursions nomades. Les Romains contribuaient à cette défense en versant à intervalles irréguliers aux Iraniens environ 500 livres (226 kg) d’or. Tandis que les Romains considéraient ce versement comme une subvention politique, les Iraniens y voyaient un tribut, qui prouvait que Rome était subordonnée à l’Iran. Le refus de l’empereur romain Théodose II de poursuivre les paiements poussa Yazdgard II à déclarer la guerre aux Romains,. Cette guerre n’apporta cependant aucun avantage décisif à l’un ou l’autre camp.
Les provinces méridionales de l’Empire romain furent envahies par les Vandales, ce qui poussa l’empereur Théodose II à demander la paix et à envoyer son général Anatolius en personne au camp de Yazdgard II. Lors des négociations qui s’ensuivirent en 440, les deux empires s’engagèrent à ne pas construire de nouvelles fortifications en Mésopotamie, tandis que l’Empire sassanide recevrait un paiement destiné à financer la protection du Caucase contre les incursions.

### Guerre avec les Huns
Depuis le règne de Shapur II (r. 309–379), l’Iran dut faire face à des envahisseurs nomades venus de l’est, connus sous le nom de « Huns iraniens » et composés des Hephthalites, des Kidarites, des Chionites et des Alkhons. Ils s’emparèrent du Tokharestan et du Gandhara aux dépens de Shapur II et de ses vassaux kouchano-sassanides, et conquirent ensuite Kaboul sous le règne de Shapur III (r. 383–388). Les données archéologiques, numismatiques et sigillographiques montrent que les Huns dirigèrent un royaume aussi raffiné que celui des Sassanides. Ils adoptèrent rapidement les symboles impériaux iraniens ainsi que leur titulature. Leurs monnaies imitaient également celles de l’empire sassanide.
L’historien Richard Payne écrit à ce sujet : « Loin des xyonan destructeurs décrits par les sources iraniennes ou des barbares pillards des auteurs romains, les royaumes huns de l’Asie centrale post-iranienne étaient des États urbains, percevant l’impôt, novateurs sur le plan idéologique, que les rois des rois avaient bien du mal à déloger ». Acculée par les Huns, l’Iran mena une guerre quasiment ininterrompue contre eux sur ses marches septentrionales et nord-orientales, notamment sous les règnes de Bahrām V et Yazdgard II, qui tentèrent tous deux de reconquérir le Tokharestan, mais ne parvinrent qu’à conserver l’Abarshahr. Les efforts sassanides furent interrompus au début du Ve siècle par les Kidarites, qui contraignirent Yazdgard Ier (r. 399–420), Bahrām V et/ou Yazdgard II à leur verser un tribut. Bien que cela n’ait pas affecté les finances de l’empire, cela fut perçu comme une humiliation. Yazdgard II finit par refuser de continuer à verser ce tribut,.
En 450, Yazdgard II lança une expédition au cœur du territoire kidarite en Asie centrale, au cours de laquelle il pilla et captura plusieurs forteresses et villes, accumulant ainsi de nombreux prisonniers et un butin considérable. En 453, il transféra sa cour à Nishapur, dans l’Abarshahr, afin de faire face à la menace kidarite, et confia la régence de l’empire à son ministre (wuzurg framadar), Mihr-Narseh. Il mena pendant de longues années une guerre contre les Kidarites. Ses forces subirent d’abord une lourde défaite, mais les combats continuèrent. Selon le Šahrestānīhā ī Ērānšahr (« Les capitales provinciales de l’Iran »), Yazdgard II fit fortifier la ville de Damghan, qu’il transforma en poste-frontière stratégique contre les Kidarites. C’est vraisemblablement durant cette période qu’il créa la province d’Eran-Khwarrah-Yazdgard (« l’Iran, gloire de Yazdgard »), située dans la partie nord de la province de Gorgan. Une fois la partie orientale de son empire sécurisée contre les incursions kidarites, Yazdgard II reporta son attention sur l’Arménie et l’Albanie du Caucase afin d’assurer, aux côtés des Romains, la défense du Caucase contre la menace croissante des Huns.

## Politique religieuse

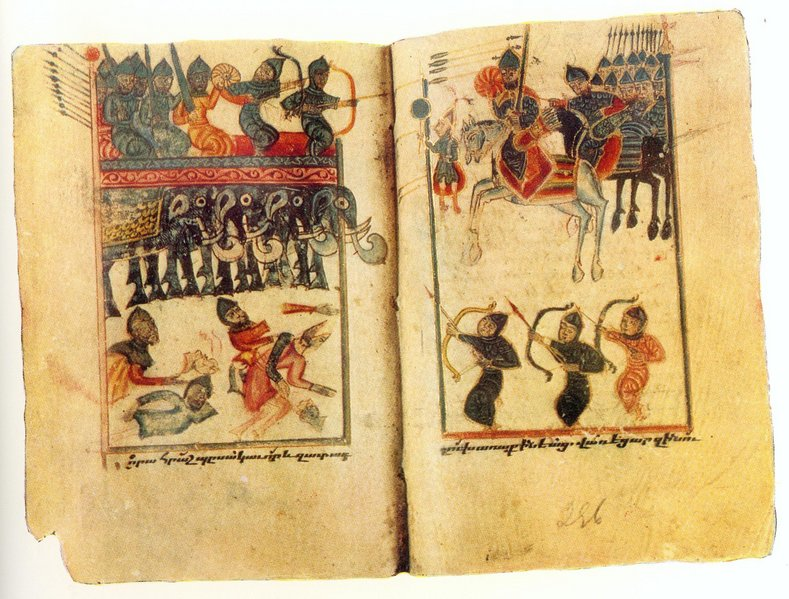
Miniature d'un manuscrit arménien du XV dépeignant la bataille d'Avarayr.

Les politiques menées par Yazdgard II font l'objet de débats. Alors que les sources arméniennes et syriaques le décrivent comme un fanatique religieux, les traditions arabe et persane le dépeignent comme un roi pieux, en conflit avec l’aristocratie. Une grande partie de l’historiographie moderne a intégré la première version. L’instabilité de l’empire s’aggrava sous Yazdgard II, qui entretenait des relations tendues avec l’aristocratie et faisait face à une sérieuse menace venue des Kidarites à l’est. Au début de son règne, Yazdgard II subit plusieurs défaites contre ces derniers, qu’il attribua aux chrétiens de l’armée, nombre de ses cavaliers étant issus d’Ibérie et d’Arménie. Les persécutions contre les chrétiens commencèrent dès 446 avec la noblesse chrétienne de Karkh en Mésopotamie, puis s’étendirent à celle d’Ibérie et d’Arménie. Il semble cependant avoir principalement ciblé l’aristocratie non zoroastrienne.  Yazdgard II suivit d’abord la politique de son père en ménageant les grands. Mais il s’en éloigna progressivement pour imposer sa propre ligne. Lorsque ces derniers lui signalèrent que sa politique indisposait le peuple, il répondit : « Ce n’est pas à vous de penser que la manière dont mon père se comportait avec vous, vous gardant près de lui et vous comblant de bienfaits, est une règle qui doit s’imposer à tous les rois qui lui succèdent… chaque époque a ses propres coutumes ». Yazdgard II restait cependant pleinement conscient du conflit historique opposant la couronne à la noblesse et au clergé, conflit qui avait coûté la vie à plusieurs souverains sassanides.
Il avait néanmoins besoin de la coopération de l’aristocratie pour assurer un gouvernement organisé capable de répondre aux menaces internes et externes qui pesaient sur l’empire. Le renvoi de Vasak Siwni en 451 et la tolérance religieuse accordée ensuite semblent, selon l’historien Eberhard W. Sauer, « difficilement compatibles avec la posture d’un fanatique religieux ». L’historien Scott McDonough propose quant à lui que le zoroastrisme ait été, pour Yazdgard II, une forme « d’épreuve de loyauté personnelle ». Le roi frappa également les nobles zoroastriens, restreignant leur accès à la cour, et employa des eunuques dans son armée pour en faire des hommes plus loyaux à sa personne qu’à leur propre famille. Toutefois, sa politique d’intégration des chrétiens dans l’administration impériale eut des effets pervers : l’Arménie fut plongée dans une violente rébellion avant même la nomination d’Adhur-Hormizd. Le soulèvement fut provoqué par la tentative de Mihr Narseh d’imposer la variante zurvanite du zoroastrisme en Arménie, une initiative personnelle qui n'était pas celle du roi. Une partie des nobles arméniens (mais non la totalité) se rallia alors à Vardan Mamikonian, le sparapet (commandant suprême) de l’Arménie. Les insurgés tentèrent de solliciter l’aide des Romains, mais sans succès. Une autre faction, menée par le marzban Vasak Siwni, resta fidèle aux Sassanides.
Le 2 juin 451, les forces sassanides et les rebelles arméniens s’affrontèrent lors de la bataille d'Avarayr, qui se solda par une victoire sassanide. Neuf généraux, dont Vardan Mamikonian, furent tués, et de nombreux nobles et soldats arméniens périrent également. Les pertes iraniennes furent néanmoins importantes, les Arméniens ayant offert une résistance farouche. Yazdgard II mit ensuite un terme aux persécutions, mais les tensions se poursuivirent jusqu’en 510, lorsque Vard Mamikonian, un parent de Vardan, fut nommé marzban par Kavad Ier, petit-fils de Yazdgard II. Les Juifs furent également persécutés sous son règne. Il leur aurait interdit l’observation publique du sabbat, et aurait ordonné l’exécution de plusieurs de leurs chefs religieux. La communauté juive d’Ispahan aurait riposté en écorchant vifs deux prêtres zoroastriens, provoquant ainsi une recrudescence des persécutions.

## Personnalité

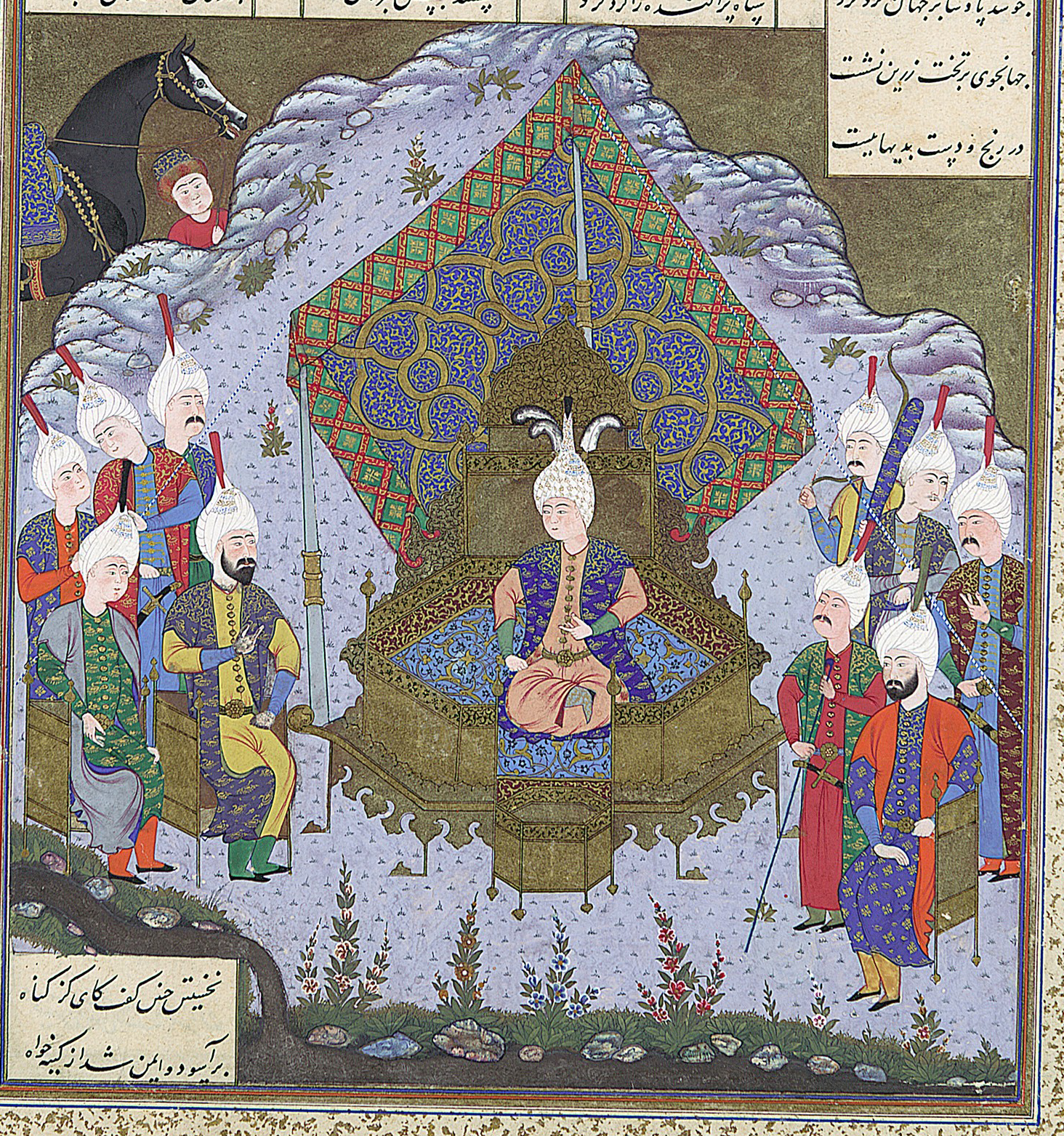
Illustration du Shâhnâmeh représentant Yazdgard assis sur le trône.

Yazdgard II était un souverain avisé et instruit, dont la devise était : « Interroge, examine, observe. Choisissons et retenons ce qui est le meilleur ». Il est généralement loué dans les sources persanes, où il est décrit comme un roi bienveillant et compatissant. On salue notamment son abandon des excès de son père en matière de chasse, de festins et de longues audiences,. Selon les historiens médiévaux Ibn al-Balkhi et Hamza al-Isfahani, il était surnommé « Yazdgard le Doux » (Yazdgard-e Narm). Toutefois, cette image favorable découle en grande partie de sa politique de persécution des non-zoroastriens dans l’empire, qui satisfit l’aristocratie iranienne et en particulier le clergé zoroastrien, désireux d’utiliser l’État sassanide pour imposer son autorité sur la vie religieuse et culturelle de la population. Cette posture contraste avec celle de son grand-père homonyme, Yazdgard Ier, surnommé le « pécheur » (bazehkar), dépeint de manière hostile dans les sources persanes en raison de sa politique de tolérance envers les non-zoroastriens et de son refus de se plier aux exigences de l’aristocratie et du clergé.

## Le bâtisseur
Dans les années 440, Yazdgard II fit construire un système défensif en briques crues à Derbent afin de repousser les incursions venues du nord. Une inscription figurant sur l’un des murs de la forteresse indique que le tribut versé par les Romains fut utilisé pour financer sa rénovation. À proximité de la ville, il fonda également l’établissement fortifié de Shahristan-i Yazdgard (les ruines actuelles de Torpakh-kala), qui devint le principal centre logistique des troupes stationnées dans la région, dont le commandant portait le titre de « marzban du Chol ». Selon la chronique en persan moderne Tarikh-i Yazd (« Histoire de Yazd »), rédigée en 1441, la ville de Yazd, au centre de l’Iran, aurait été refondée par Yazdgard II.

## Numismatique et idéologie
Le règne de Yazdgard II marque l’apparition d’une nouvelle inscription sur les monnaies sassanides : mazdēsn bay kay (« Sa Majesté adoratrice de Mazda, le roi »), qui témoigne de son attachement à la dynastie légendaire des Kayanides évoquée dans l’Avesta, et dont les souverains portaient également le titre de kay. Ce changement reflète un basculement de l’orientation politique de l’empire sassanide, tourné à l’origine vers l’ouest, mais qui se recentra désormais vers l’est. Ce virage, amorcé sous Yazdgard Ier et Bahrām V, atteignit son apogée sous Yazdgard II et son fils et successeur Péroz Ier. Il fut probablement motivé par l’apparition de tribus hostiles sur la frontière orientale de l’Iran.
La guerre contre les tribus hunniques raviva sans doute le mythe de la rivalité entre les rois kayanides et leurs ennemis touraniens, évoquée dans le Jeune Avesta. Cette opposition idéologique et culturelle entre l’Iran et ses ennemis orientaux justifierait l’adoption du titre de kay par Yazdgard II, en référence aux rois mythiques qui menèrent la guerre contre les Touraniens. C’est probablement aussi à cette époque que furent compilés les textes épiques relatant les exploits du héros-roi iranien Fereydoun (Frēdōn en moyen perse), qui partagea son empire entre ses trois fils : Salm, qui reçut l’Occident (Rome) ; Tur, l’Orient (Tūrān) ; et Iraj, le cœur de l’Iran. Influencé par ces récits, Yazdgard II aurait pu se considérer comme l’héritier de Fereydoun et Iraj, et, à ce titre, revendiquer symboliquement les territoires romains à l’ouest et huns à l’est comme relevant de l’Iran. L’adoption du titre kayanide kay serait ainsi une affirmation symbolique de souveraineté sur ces terres. La titulature traditionnelle de « roi des rois » est en effet généralement absente de la numismatique de Yazdgard II.
Un nouveau motif fit également son apparition sur le revers des monnaies sassanides : le traditionnel autel du feu encadré de deux assistants y est représenté de manière plus solennelle et vénérable. Ce choix iconographique témoigne de l’attachement particulier de Yazdgard II au zoroastrisme. Les provinces d’Assuristan et de Khouzistan furent les plus actives dans la frappe des monnaies à l’ouest de l’empire, tandis que celles de Gurgan et de Marw assurèrent cet approvisionnement à l’est, afin de soutenir les campagnes militaires sur les deux fronts.

## Descendance
Il épouse une noble persane du nom de Dînak, avec qui il a au moins ses deux premiers fils :
- Hormizd III, empereur de Perse ;
- Péroz Ier, empereur de Perse ;
- Valash, empereur de Perse ;
- Zareh, prétendant ;
- une princesse anonyme, épouse d'Esvaghen et mère de Vatché II, roi d'Albanie du Caucase vers 450[40].